# Viticoltura in Vietnam
La viticoltura in Vietnam è un settore relativamente giovane ma in costante crescita, caratterizzato da un clima tropicale che permette raccolti multipli durante l’anno. Nonostante le sfide legate all’umidità e alle alte temperature, il paese sta sviluppando una propria identità vinicola con particolare attenzione alla zona di Da Lat sugli altopiani centrali.

## Storia
La produzione vinicola in Vietnam ha radici relativamente recenti, sviluppandosi in modo significativo solo nel XX secolo. Negli ultimi decenni l’industria ha registrato un forte sviluppo grazie all’influenza di viticoltori australiani e americani che hanno introdotto nuove tecniche di vinificazione. Parallelamente la crescita della classe media e l’aumento del reddito pro capite hanno favorito una maggiore diffusione del consumo di vino con una progressiva occidentalizzazione dei gusti locali.

## Clima
Il Vietnam ha un clima tropicale con temperature elevate e un tasso di umidità molto alto. Queste condizioni consentono alle viti di crescere rapidamente permettendo fino a tre raccolti all’anno con una gestione adeguata della potatura. Tuttavia, l’elevata umidità rappresenta una sfida per la viticoltura rendendo necessaria la selezione di vitigni resistenti e tecniche di coltivazione adatte al clima locale.

## Regioni vitivinicole
La principale area vitivinicola del Vietnam è la regione di Da Lat, situata sugli altopiani centrali, dove il clima relativamente più fresco e l’altitudine offrono condizioni più favorevoli alla coltivazione della vite. Sebbene la produzione vinicola sia ancora limitata, con circa 12 milioni di litri all'anno, la domanda interna continua a superare l'offerta portando a un'importante quota di importazioni di vino sfuso.

## Vitigni
Tra i vitigni coltivati in Vietnam, la varietà Chambourcin si è dimostrata particolarmente adatta alle condizioni climatiche del paese grazie alla sua resistenza all’umidità e alle malattie. La varietà Cardinal, invece, è prevalentemente destinata alla produzione di uva da tavola.

## Vini

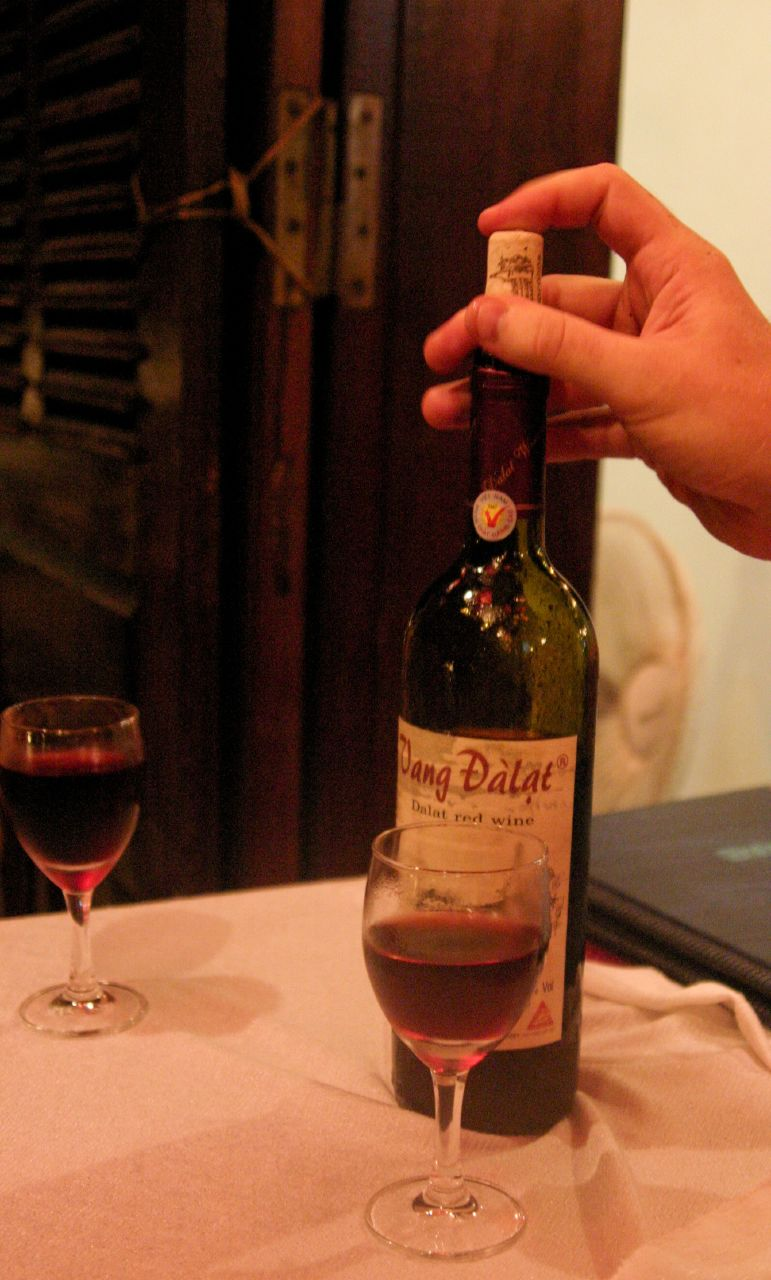
Bottiglia di vino vietnamita

Oltre ai vini ottenuti da vitigni internazionali, il Vietnam è noto per la produzione di rượu cần, un vino di riso fermentato tradizionalmente consumato in occasioni speciali come festival e matrimoni. Questo vino viene bevuto direttamente da una grande giara utilizzando lunghe cannucce di bambù rappresentando una parte importante della cultura enologica vietnamita.
Negli ultimi anni il mercato vinicolo vietnamita è cresciuto rapidamente trainato da una maggiore apertura ai vini importati e da un interesse crescente per la produzione locale. Il Vietnam è oggi uno dei principali consumatori di bevande alcoliche nel Sud-Est asiatico, con prospettive di crescita costante per il settore vinicolo.